# BMW 315/1
BMW 315/1 — спортивна модель з кузовом родстер на базі BMW 315 німецької компанії BMW, що випускалась впродовж 1934–1936 років у кількості 230 машин.

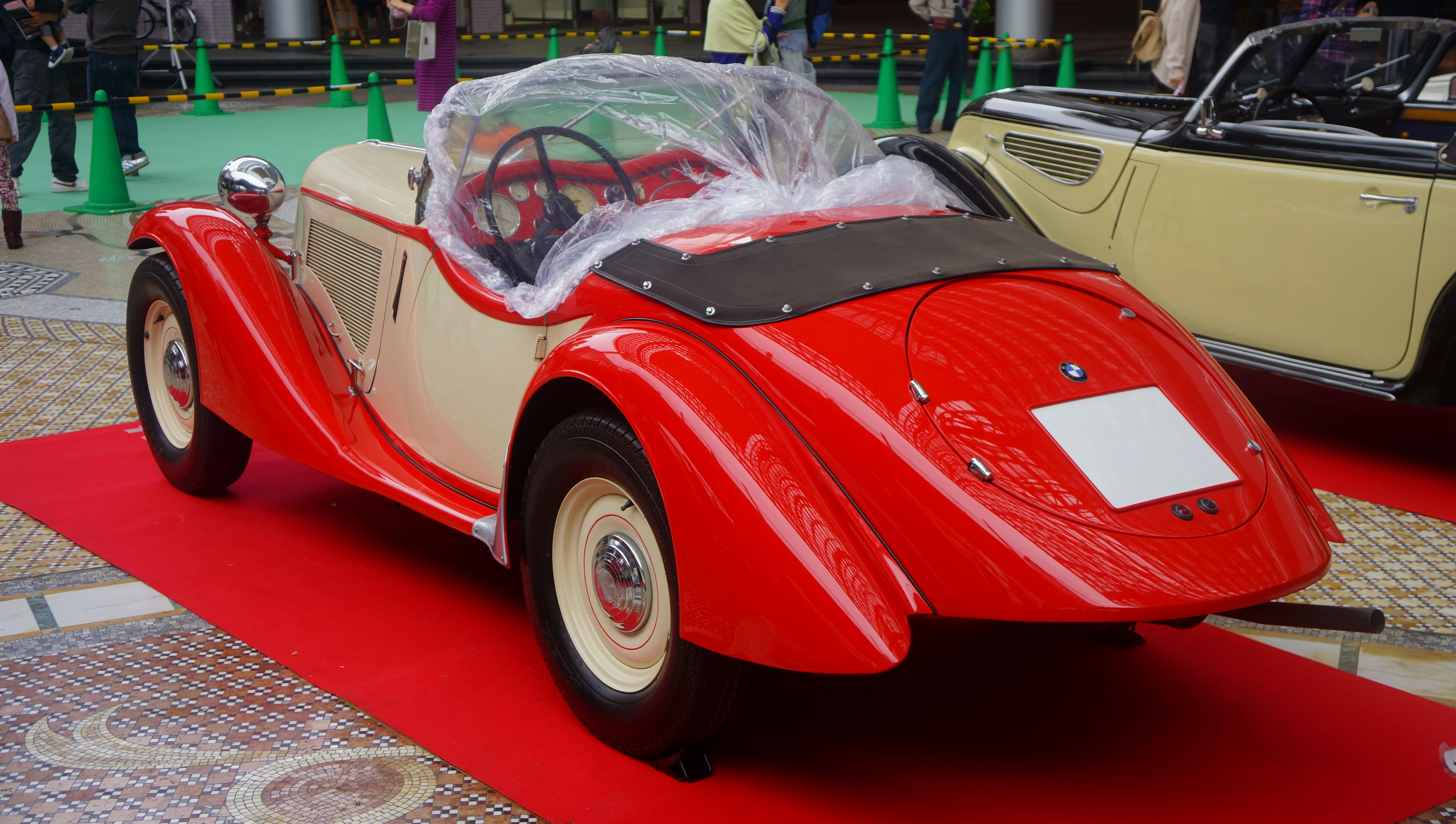
BMW 315/1

Літом 1934 була розроблена спортивна модель, що була дещо коротшою і низькою. 6-циліндровий рядний мотор отримав три карбюратори Solex 26 BFRH. Завдяки підвищенню (1:6,8 замість 1:5,6) потужність зросла до 40 к.с. (29 кВт) при 4200 об/хв. На бажання власника встановлювали з'ємний дах. Автомобілі доволі успішно виступали на змаганнях свого класу машин, завдяки чому було вирішено розробити потужніший мотор об'ємом до 2,0 літрів. З ним машина отримала позначення BMW 319/1 .